# Adriaan Vlacq
Adriaan Vlacq (Gouda, 1600? – L'Aia, 1667) è stato un matematico, astronomo e editore olandese.

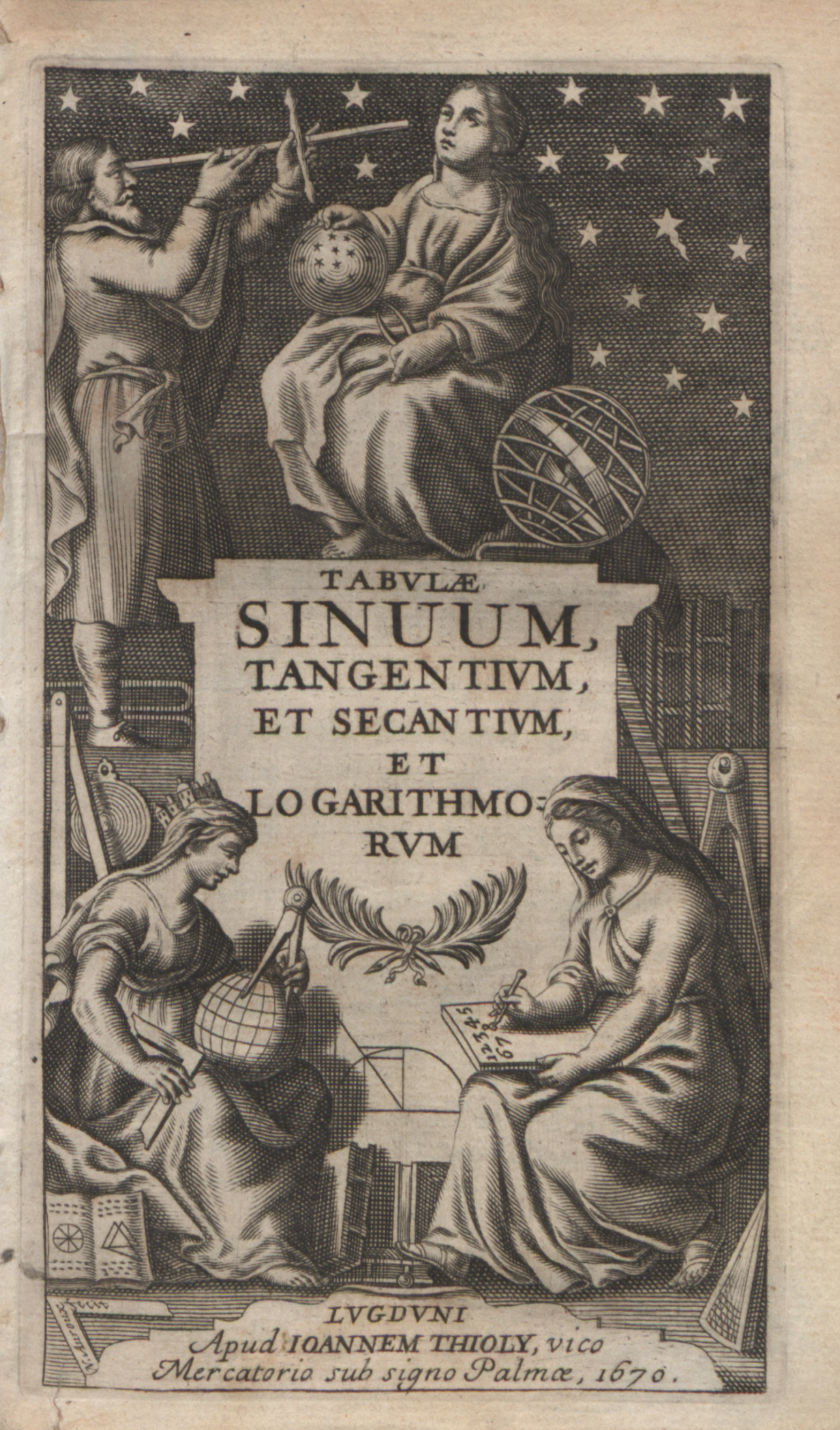
Tabulae, 1670

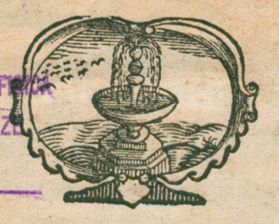
Marca tipografica di Vlacq

Di lui si hanno pochissime notizie, e ciò che si conosce è solo che  pubblicò la prima tavola completa dei logaritmi volgari (in base 10) per tutti i numeri interi da 1 a 100.000 nel 1628, precedendo il più noto matematico Henry Briggs. Le tavole, che l'autore indicò modestamente come una seconda edizione dell'opera di Henry Briggs "Arithmetica logaritmica", furono pubblicate contemporaneamente in latino, francese e olandese; esse furono copiate da tutti coloro che costruirono tavole nel XVII e XVIII sec.
Le sue tavole furono poi migliorate dal matematico francese Jacques Ozanam.
In suo onore gli è stato dedicato un cratere lunare.

## Opere
- Adriaan Vlacq, Arithmetica logaritmica, Gouda 1628.
- (LA) Adriaan Vlacq, Tabulae sinuum, tangentium et secantium et logarithmi sinuum, tangentium et numerorum ab unitate ad 10000, Lugduni, Jean Thioly, Claude Carteron, 1670. URL consultato il 29 giugno 2015.